# Партнёрство за национальное единство
Партнерство за национальное единство, ПзНЕ (англ. A Partnership for National Unity, APNU) — левый политический альянс в Гайане.

## История
Партия была сформирована в июле 2011 года для участия в всеобщих выборах 2011 года, состояла из Партии действия Гайаны, Ассоциации местных органов власти Гайаны, Национального конгресса Гайаны, Народного партнерства Гайаны, Молодежного конгресса Гайаны, Партии справедливости для всех, Национального демократического фронта, Альянса национального фронта, Народного национального конгресса и Альянса трудящихся.
На выборах альянс получил 26 из 65 мест в Национальной ассамблее. Поскольку Альянс за перемены получил семь мест, объединенные оппозиционные партии получили большинство мест в Национальной ассамблее. Однако Народно-прогрессивная партия, получившая 32 места, сформировала правительство, поскольку лидер крупнейшей партии автоматически стал президентом.
Перед выборами 2015 года ПзНЕ сформировала совместный избирательный список с Альянсом за перемены. Объединенный список получил 33 места, что позволило лидеру PNC Дэвиду А. Грейнджеру стать президентом.
В 2020 году, после неоднозначных выборов, на которых ПзНЕ как часть коалиции ПзНЕ / AFC стремилась победить за счет измененных результатов опроса, ПзНЕ потерпела поражение и увидела Партию справедливости для всех (JFAP) и Альянс трудящихся (WPA). выйти из союза. Этот отказ произошел после того, как в их парламентском списке не было представительства оппозиции.